# Vicente Basanta
Vicente Miguel Basanta López, més conegut com a Vicente Basanta, (Saragossa, 1945 - Saragossa, 5 de febrer de 1977) fou un paleta comunista aragonès, relacionat amb l'aragonesisme d'esquerres, assassinat per un agent de la Policia Armada mentre feia una pintada a la paret.

## Assassinat
El 5 de febrer de 1977 se celebrà a Saragossa el primer míting públic del Partit Socialista d'Aragó (PSA) i l'ambient a la ciutat estava molt caldejat, arribant fins i tot a rebre's un avís de bomba durant l'acte. Aquella mateixa nit, Vicente Basanta, un paleta a l'atur i militant comunista de 31 anys, realitzà una pintada en un mur de l'antiga fàbrica d'Alumalsa de Saragossa, situada al passeig del Canal cantonada amb el carrer de Santa Gema, en la qual s'hi llegia «Treball sí, policia no», juntament amb el símbol de la falç i martell. En aquell precís instant, Francisco Tovar Tovar, agent núm. 31866 de la Policia Armada, es trobava de permís passejant amb la seva família, l'encanonà contra la paret i, després que el retingut intentés fugir, li disparà tres trets per l'esquena, dos d'ells al clatell. Aquests fets li provocaren la mort minuts més tard a la clínica de Sant Joan de Déu de Saragossa.

## Successos posteriors
Després de la mort de Basanta se succeïren una sèrie d'intents per part dels estaments policials, militars, així com d'alguns mitjans de comunicació i de determinats polítics d'embrutar la imatge d'aquest amb la finalitat de voler justificar el crim comès per Francisto Tovar. D'altra banda, la família de la víctima fou privada del dret a judici. No obstant això s'admeteren proves falses incriminant a Basanta, així com informes inventats. En aquesta línia, el capità general de la V Regió Militar Manuel Lara del Cid declarà, amb data de 24 de març de 1977, el sobreseïment definitiu de la causa número 78/77, amb prou feines mes i mig després de l'assassinat, basant-se en la legítima defensa del policia. A tots aquests fets s'uniren d'altres, com els intents, per part de la policia, d'entrar al domicili de Basanta a la recerca d'armes i altres materials per tal de relacionar-lo amb ETA o els GRAPO.
Anys després se succeïren una sèrie d'intents judicials per a condemnar a l'assassí de Basanta, sense que cap d'ells resultés fructífer. L'any 1989 els familiars de la víctima presentaren una querella contra el número de la policia autor dels trets, desestimada per la justícia en virtut del principi de «causa jutjada». L'any 1996, amb la creació de la Comissió Ciutadana Vicente Basanta, s'aconseguí netejar la imatge d'aquest, així com de treure a llum la veritat sobre el cas. El 4 de febrer de 1996 se li realitzà un homenatge davant del mur on fou assassinat. A finals de la dècada de 2000 s'estudià la possibilitat d'anomenar en honor seu un espai ajardinat que s'estava creant al solar de l'antiga fàbrica Alumalsa, objecte de remodelació urbanística.